# Lee Marcucci
Lee Marcucci, nome artístico de Luiz Antônio Marcucci Carbone (São Paulo, 12 de junho de 1954) é um baixista brasileiro.
É autor de hits como "Garota Dourada" (com Wander Taffo e Nelson Motta), "Jardins da Babilônia" e "Miss Brasil 2000" (com Rita Lee).
Lee Marcucci não é muito aficionado a uso de pedais de efeitos e gosta do estilo do ex-baixista do Deep Purple, Glenn Hughes.[carece de fontes?]

## Carreira
Conhecido por ser integrante e co-fundador do Tutti Frutti, banda de apoio dos maiores sucessos de Rita Lee nos anos 70, e por sua participação nas bandas Rádio Táxi e Titãs.
Depois de fim do Tutti Frutti, que fundou com Luis Sérgio Carlini no começo dos anos 80, e de acompanhar Rita Lee e Roberto de Carvalho por alguns anos, Marcucci integrou a banda Radio Taxi desde sua formação até a década de 1990, retornando em 2005. Paralelamente, acompanhou a cantora Rita Lee em vários shows e turnês, participando inclusive do Acústico MTV da cantora.
Assumiu temporariamente o baixo do Titãs em 2002, com a saída de Nando Reis. Em 2018, com o afastamento de Branco Mello para tratar de um tumor na laringe, temporariamente assume novamente o baixo nos Titãs.